# Evan Williams (actor)
Evan Martin Williams (Alberta, 11 de marzo de 1984) es un músico y actor de cine y televisión canadiense. Es conocido por interpretar a Kelly Ashoona en Degrassi: The Next Generation.
Nació en Swan Hills, Alberta, pero pasó la mayor parte de su infancia en Calgary. Cursó estudios de teatro en la Universidad Ryerson.

## Filmografía
| Películas | Películas                | Películas     | Películas                                                                    |  |
| Año       | Película                 | Papel         | Notas                                                                        |  |
| --------- | ------------------------ | ------------- | ---------------------------------------------------------------------------- |  |
| 2006      | Save the Last Dance 2    | Shane         |                                                                              |  |
| 2006      | The House Next Door      | Toby          | Telefilme                                                                    |  |
| 2008      | A Flesh Offering         | Joe           | 31 de octubre de 2008 (Canadá)                                               |  |
| 2009      | Grey Gardens             | Young Banker  | Telefilme                                                                    |  |
| 2009      | Degrassi Goes Hollywood  | Kelly Ashoona | Telefilme                                                                    |  |
| 2009      | The National Tree        | Rock Burdock  | Telefilme, Protagonista principal, postproducción para emitirse en noviembre |  |
| 2020      | Midnight at the Magnolia | Jack Russo    |                                                                              |  |

| Televisión | Televisión                    | Televisión            | Televisión                                 |
| Año        | Serie                         | Papel                 | Episodios                                  |
| ---------- | ----------------------------- | --------------------- | ------------------------------------------ |
| 2007       | Urban Legends                 | N/A                   | "The Dark Side" (Temporada 1, Episodio 14) |
| 2007       | Instant Star                  | Cute Boy              | "Like a Virgin" (Temporada 3, Episodio 2)  |
| 2008       | The Border                    | Matt Sharpe           | "Family Values" (Temporada 1, Episodio 7)  |
| 2008–2009  | Degrassi: The Next Generation | Kelly Ashoona         | Temporada 8; 2008–2009                     |
| 2010       | Baxter                        | Baxter                | Protagonista principal                     |
| 2014       | La chica invisible            | Luke                  | Temporada 4                                |
| 2015-2018  | Versailles                    | Chevalier de Lorraine | principal, serie de TV                     |